# Klingenbach (Eiterbach)
Der Klingenbach ist ein kleiner Bach im südlichen hessischen Odenwald. Er fließt im Süden von Wald-Michelbach im Tal Lichtenklinge, wo er im Nordwesten der Wüstung Lichtenklingen in einem künstlich angelegten Quellteich seinen Ursprung hat.
Sein weiterer Lauf führt ihn in südöstlicher Richtung, wo er von Norden Zufluss von einem Laufbrunnen, dem Zwillingsbrunnen, erhält, der an der Ruine der Kirche St. Maria in Lichtenklingen steht. Nach etwa 800 Metern mündet er in den Eiterbach.